# Alexandre Comeau
Ne doit pas être confondu avec Napoléon-Alexandre Comeau.
Pour les articles homonymes, voir Comeau.
Antoine Alexandre Comeau, né à Néguac le 27 février 1801 et mort à Trois-Rivières le 19 février 1884, est un officier de police québécois. 

## Biographie
Chef des agents anglo-canadiens du district de Montréal, il est connu pour son arrestation de plusieurs patriotes importants lors des insurrections de 1837-1838.
D'origine française, les patriotes l'ont considéré comme traitre. 
Jules Verne en fait un des personnages de son roman Famille-Sans-Nom où il apparait dans le premier chapitre de la première partie. Dans ce roman, son escouade capture Jean-Sans-Nom (chapitre VII, partie 2). 
Il est le père de Napoléon-Alexandre Comeau.